# ESG reporting

Diagram udržitelnosti

ESG reporting je zkratka složená ze tří anglických slov: „Environment“ (životní prostředí), „Social“ (sociální otázky) a „Governance“ (správní řízení). ESG reporting je součástí výročních zpráv organizací a pomáhá správním orgánů, veřejnosti i ostatním hodnotit dlouhodobou udržitelnost. Hlavním cílem je prokázat jak organizace naplňují cíle v těchto oblastech.
Nefinanční reporting (ESG reporting) zahrnuje poskytování informací o environmentálních, sociálních a správních faktorech organizace, které přispívají k dlouhodobé udržitelnosti. Zveřejňování těchto informací poskytuje relevantní data pro své zákazníky, investiční partnery, zaměstnance, stakeholdery a další zainteresované strany. Tento přístup může organizacím napomoci vytvářet dlouhodobé vztahy, které podporují udržitelnost podnikání a zároveň mohou přispět k nižším negativním dopadům na společnost a životní prostředí. 

## Rozdělení faktorů

### Environmentální faktor
Environmentální faktory jako jsou spotřeba energie, nakládání s odpady, recyklace, změna klimatu, ochrana přírodních zdrojů, emise znečišťujících látek do ovzduší a vodních toků, uhlíková stopa, ochrana biodiverzity a prevence degradace lesních ekosystémů, jako jsou lesy, přispívají k dlouhodobé udržitelnosti. Implementací ESG principů a pravidelným hodnocením svých dopadů organizace usilují o minimalizaci dopadů na životní prostředí.

### Sociální faktor
Sociální faktory v rámci ESG reportingu hodnotí dopady organizace na různé zainteresované skupiny, včetně zaměstnanců, dodavatelů, zákazníků a místních komunit. Cílem těchto faktorů je budovat důvěru veřejnosti a investorů. Tyto faktory se zaměřují na ochranu lidských práv na pracovišti, zajištění zdraví a bezpečnosti zaměstnanců, zlepšení kultury na pracovišti a podporu diverzity. Mezi hlavní sociální faktory patří spravedlivé mzdy, rovnost příležitostí (genderová vyváženost), bezpečnost na pracovišti, etické jednání, podpora lidských práv, ochrana soukromí. 

### Správní faktor
Správní faktory hodnotí, jak organizace řídí své operace a zajišťuje soulad s právními předpisy a etickými normami. Zaměřují se na řízení společnosti, odměňování pracovníků, zajištění transparentnosti a vnitřních kontrolních mechanismů. Mezi hlavní faktory patří vedení a řízení společnosti, zásady odměňování pracovníků, etické obchodní praktiky, program pro ochranu whistleblowerů, finanční transparentnost a pravidla týkající se korupce, úplatkářství či střetu zájmů. Tímto faktorem organizace dlouhodobě posilují hodnotu společnosti. 

## Historie vzniku ESG reportingu
V roce 1997 byla poprvé představena iniciativa Global Reporting Initiative (GRI), zaměřující se na standardy udržitelného rozvoje.
V roce 1998 byl vytvořen Protokol o skleníkových plynech (GHG Protokol), který poskytl první standardizovaný rámec pro vykazování emisí skleníkových plynů, které jsou klíčovou součástí environmentálního pilíře ESG reportingu. Tento protokol byl publikován v roce 2001 a reevidován v roce 2004.
V roce 2002, na základě iniciativy Carbon Dislosure Project - CDP, začaly firmy měřit a zveřejňovat informace o svých emisích uhlíku. Tento proces vedl ke zlepšení vztahů mezi firmami a stakeholdery.
Pojem ESG reporting je termín, který se začal používat v roce 2006. V posledních letech tento termín získává na významu a stává se klíčovým nástrojem v oblasti udržitelného investování a hodnocení nefinančních faktorů organizací. V roce 2006 byly zároveň formulovány Principy OSN pro odpovědné investování (UN PRI), kde se tento pojem začal objevovat. Cílem bylo vyzvat firmy k pravidelnému zveřejňování nefinančních informací a tím podpořit transparentnost a odpovědnost organizací vůči široké veřejnosti.
Rok 2011 byl klíčovým rokem, kdy byla založena organizace Sustainability Accounting Standards Board (SASB), která v rámci ESG reportingu umožňovala zveřejňovat a porovnávat informace o udržitelnosti organizací. V roce 2012 zahájila veřejné stanovování standardů a v roce 2013 získala akreditaci od Amerického národního institutu pro standardy (ANSI). V roce 2020 se SASB sloučila s organizací Value Reporting Fundation a v roce 2021 s se stala součástí vzniku International Sustainability Standards Board (ISSB) pod nadací IFRS.
V roce 2013 zavedlo Spojené království povinnost o zveřejňování emisí uhlíku. V důsledku tohoto nařízení začaly firmy poskytovat informace o svých environmentálních dopadech.
Klíčovým rokem pro úpravu ESG reportingu byl rok 2014, kdy byla přijata směrnice Evropské unie známá jako Směrnice o nefinančním reportingu (Directive 2014/95/EU). Tato směrnice stanovila povinnost některým organizacím zveřejňovat informace o ESG faktorech. Vztahovala se na organizace, které splňovali dvě podmínky: měly více než 500 zaměstnanců a byly registrovány v některém z členských států Evropské unie. Povinnost se tedy nevztahovala na organizace mimo Evropskou unii.
V roce 2017 Task Force on Climate-related Financial Disclosure (TCFD) vydala doporučení týkající se zveřejňování informací o rizicích a příležitostech spojených s klimatickými změnami a jejich následném hodnocení. Doporučení se zaměřilo na čtyři základní oblasti: správa, strategie, řízení rizik a metriky a cíle.
Nařízení EU Taxonomy Regulation vstoupilo v platnost v roce 2020. Jedná se klasifikační systém, který stanovuje kritéria pro určení, které ekonomické činnosti mohou být považovány za ekologicky udržitelné. Zahrnuje aktivity zaměřené na širší oblast životního prostředí, nikoli pouze na klima. Nařízení se vztahuje na organizace, které působí v Evropské unii a mají povinnost zveřejňovat informace o udržitelnost podle pravidel EU.
Corporate Sustainability Reporting Directive (CSRD) je směrnice Evropské unie, která nahradila předchozí směrnici NFRD z roku 2014. Směrnice CSRD byla přijata v roce 2021 a v platnost vstoupila 1. ledna 2024. Cílem směrnice je zlepšit transparentnost vykazování informací v oblasti ESG a zajistit dostupnost vykazovaných informací pro širokou veřejnost. Povinnosti vykazování podle CSRD se liší podle velikosti a typu organizace. Směrnice zavádí čtyři časová pásma pro povinný reporting:
1. Od 1. ledna 2024 se povinnost vykazování vztahuje na organizace, jejichž průměrný počet zaměstnanců přesahuje 500 nebo na mateřské společnosti velkých skupin firem s průměrným počtem zaměstnanců nad 500.
2. Od 1. ledna 2025 se povinnost vykazování vztahuje na další velké účetní jednotky , tj. na společnosti splňující alespoň dvě ze tří podmínek: bilanční suma nad 20 milionů EUR, čistý obrat 40 milionů EUR nebo více než 250 zaměstnanců. Tato povinnost se rovněž vztahuje na mateřské organizace velkých skupin.
3. Od 1. ledna 2026 se povinnost vztahuje na kótované střední a malé účetní jednotky. Kótované organizace jsou společnosti, jejichž akcie jsou veřejně obchodovány na burzách cenných papírů.
4. Od 1. ledna 2028 se povinnost vykazování vztahuje také na podniky a pobočky ze třetích zemí, které významně ovlivňují unijní trh. [15]

## Uplatnění ESG reportingu ve Smart cities
Smart Cities („Chytrá města“) řeší environmentální problémy, které jsou součástí ESG reportingu. Tato města kladou důraz na technologie, řešení založená na datech a využití inovací ke zlepšení života ve městech, využíváním různých digitálních nástrojů, senzorů a systémů. Jedná se zejména o sběr dat prostřednictvím pokročilých technologií. Například prostřednictvím kamer a senzorů lze sledovat míru znečištění ovzduší v chytrých městech.

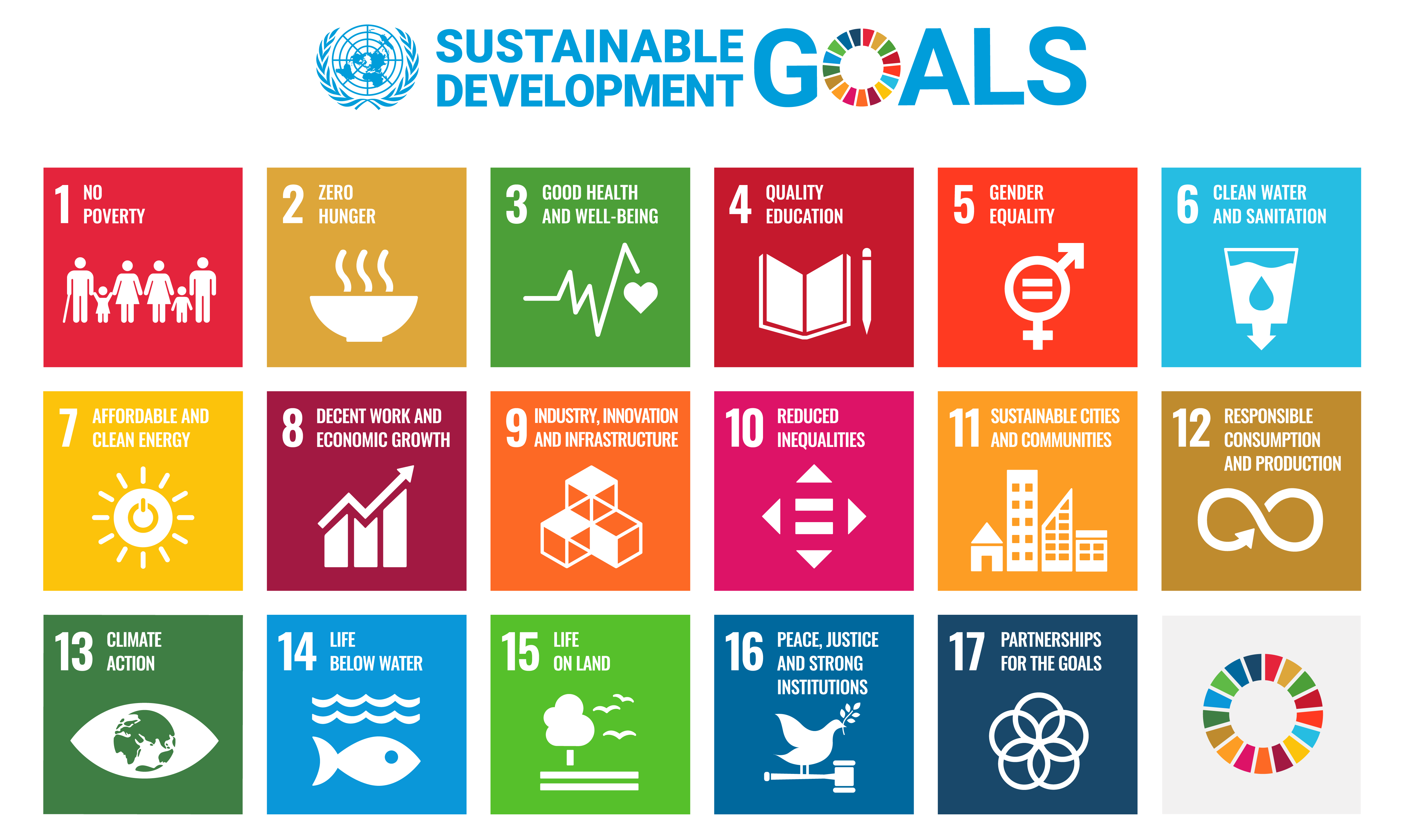
Cíle udržitelného rozvoje

Významné je propojení ESG reportingu s cíli udržitelného rozvoje OSN, které jsou klíčové pro rozvoj chytrých měst. Propojením reportingu s cíli udržitelného rozvoje podporuje dlouhodobý rozvoj, implementaci udržitelných iniciativ a zlepšení životního prostředí v městských oblastech. 
Výsledky ESG reportingu jsou sdíleny mezi chytrými městy a vládními institucemi, což napomáhá vládním institucím efektivně směřovat investice do projektů podporujících zejména udržitelnost a rozvoj měst. Vzájemná spolupráce chytrých měst s různými úrovněmi vlády a městskými oblastmi vede k vytváření digitálních platforem usnadňujících občanskou participaci a zlepšují kvalitu veřejných služeb, které napomáhají ke zvýšení kvality života ve městech. Systémy open data („otevřených dat“) umožňují jejich sdílení napříč úrovněmi vlády, což vede k transparentnosti a umožňuje lepší koordinaci v dosažení vytyčených cílů.

## Význam a aplikace ESG reportingu ve Smart cities
V chytrých městech je využívána řada moderních technologií, které napomáhají optimalizovat městské funkce, zlepšovat kvalitu života obyvatel a efektivně řídit a spravovat městské procesy. Moderní technologie zahrnují zejména digitální nástroje, senzory a jiné systémy. Mezi klíčové technologie patří:
- Monitoring kvality ovzduší;
- Internet of Things (IoT);
- Big data;
- Smart Grid.

### Monitoring kvality ovzduší

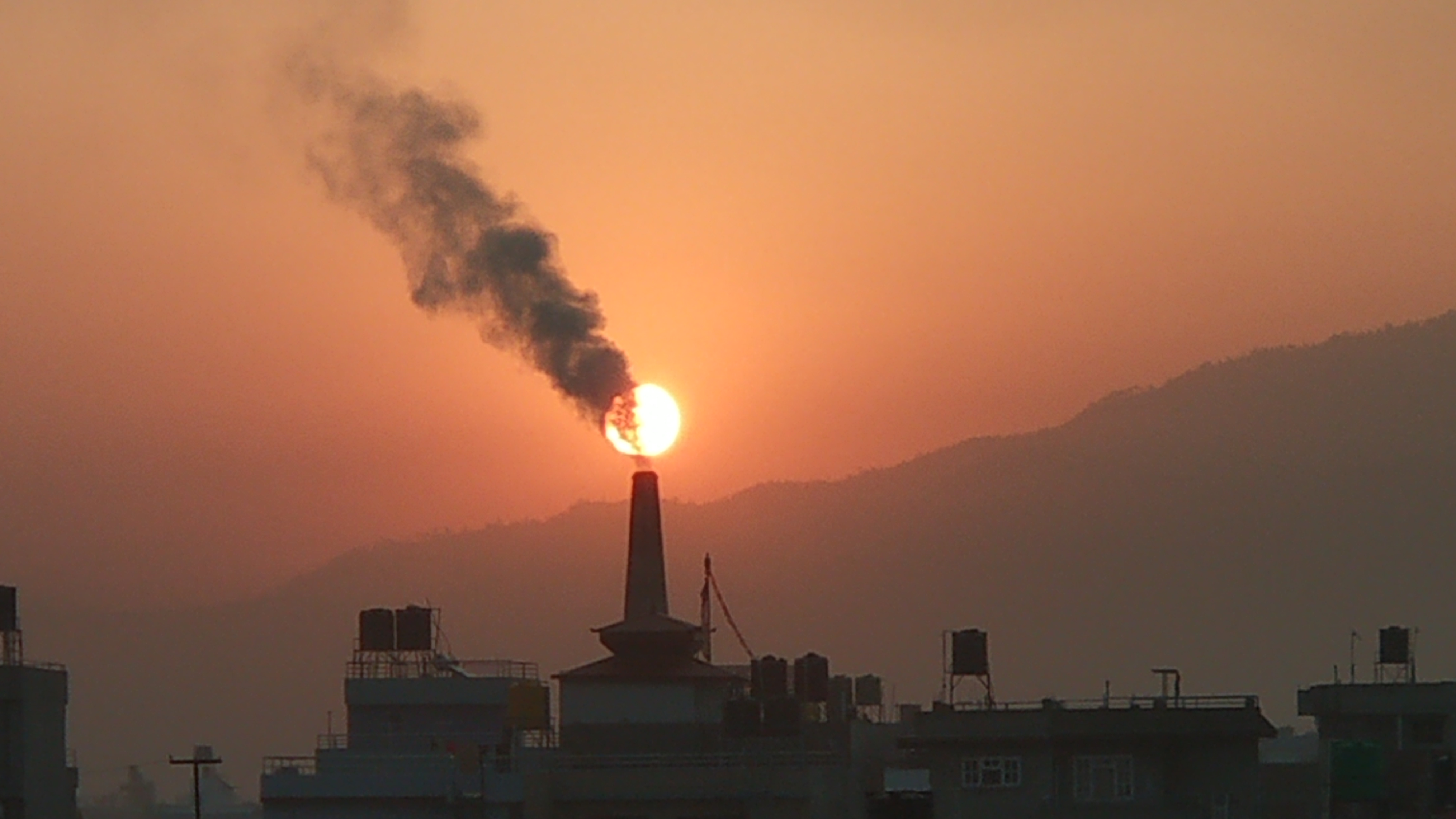
Znečištění ovzduší

Monitoring kvality ovzduší je důležitý zejména pro zajištění veřejného zdraví v chytrých městech. Tento přístup je využíván řadou měst po celém světě, například v Singapuru, Barceloně, Oslu, Soulu, Pekingu a Londýně. Znečištění ovzduší lze pozorovat pouhým okem dle odstínu modrosti oblohy, ale přesnější data jsou získávána prostřednictvím pozemních stanic, které poskytují výsledky měření v reálném čase s vysokou přesností a stabilitou. 
Singapur využívá systém senzorů, které měří míru znečištění ovzduší. Kromě monitoringu kvality ovzduší je měřena i míra koncentrace těkavých organických sloučenin a kvalita pobřežní vody. Získané údaje o koncentraci znečišťujících látek jsou využívány k výpočtu indexu standardů znečišťujících látek (PSI), který je zveřejňován na webu singapurské Národní agentury pro životní prostředí (NEA, National Environment Agency).
Londýn provozuje systém monitorovacích stanic, které sbírají data o znečištění ovzduší téměř v reálném čase. London Air Quality Network (LAQN) poskytuje na svých webových stránkách mapy, které obyvatelům Londýna poskytuje informace o aktuální míře znečištění ovzduší.

### Internet of Things
Internet of Things (IoT), které umožňují integraci senzorů, technologie radiofrekvenční identifikaci (RFID) a Bluetooth pro sběr dat v reálném čase prostřednictvím síťových služeb. Jedná se je široký pojem, který zahrnuje různá data včetně monitorování kvality ovzduší v městských oblastech. Senzory pro měření kvality ovzduší sbírají data, která jsou následně analyzována a sdílena prostřednictvím IoT infrastruktury systému. Integrace tohoto systému umožňuje využití systému nejen pro monitoring kvality ovzduší, ale i aplikaci v dalších oblastech, jako je správa nemocnic, zemědělství, monitorování dopravy nebo průmyslové řízení. Smart Cities využívají IoT systémy ke shromažďování dat v reálném čase, což umožňuje včasnou identifikaci zdrojů znečištění, optimalizaci dopravy, nakládání s odpady, spotřebu energií a snížení emisí. Integrace tohoto sytému přispívá k efektivnímu řízení městských oblastí a zlepšení kvality života obyvatel.

### Big data
Big data („velká data“) nabízejí městům potenciál shromažďovat a analyzovat velký objem dat. Velká data mohou zásadně ovlivnit chování městského obyvatelstva.
Typickým příkladem je inteligentní dopraví systém (IDS), který využívá technologie jako jsou senzory pro zajištění efektivního řízení dopravy v reálném čase. Cílem těchto systémů je zlepšit plynulost dopravy, snížit počet zácp a emisí. Podporou multimediální dopravy, kterou IDS podporuje, je umožněn snadnější přechod mezi různými druhy dopravy, což podporuje využívání městské hromadné dopravy místo osobních automobilů. 

### Smart Grid
Smart Grid („Inteligentní síť“) je moderní systém, který umožňuje efektivněji řídit dodávku a přenos energie. Tento systém využívá pokročilé informační a komunikační technologie (ICT). Inteligentní sít využívá chytré měřiče a technologie pro monitorování spotřeby energie v reálném čase. Zejména kvůli vysoké úrovni bezpečnosti a spolehlivosti systém umožňuje rychlou detekci problémů a poruch sítě. Cílem Inteligentní sítě je zvýšit efektivitu energetické sítě, podpořit udržitelnost a využití obnovitelných zdrojů včetně solární a větrné energie.

## Uplatnění ESG reportingu v Green cities
Green Cities („Zelená města“) jsou městské oblasti zaměřující se na environmentální udržitelnost, ochranu životního prostředí a snižování dopadů na přírodu. Cílem těchto měst je vytvořit udržitelné městské prostředí, které minimalizuje ekologické škody a podporuje zdraví obyvatel. K tomuto jsou využívány nejrůznější nástroje jako je například ESG reporting, který poskytuje představitelům měst informace o ekologickém dopadu na životní prostředí a umožňuje shromažďovat data o kritických oblastech jako jsou snižování emisí nebo zlepšení infrastruktury. ESG reporting takto pomáhá městům identifikovat oblasti pro zlepšení zejména v oblasti omezení plýtvání, obnovitelných zdrojů a recyklace.
Města jsou zodpovědná za více než 70 % celosvětových emisí uhlíku, přičemž většina tohoto znečištění pochází z průmyslových a dopravních oblastí. Nástroje ESG reportingu umožňují efektivně sledovat ekologickou bilanci zelených měst a vyhodnocovat přijatá opatření v reálném čase.

## Příklady městských iniciativ

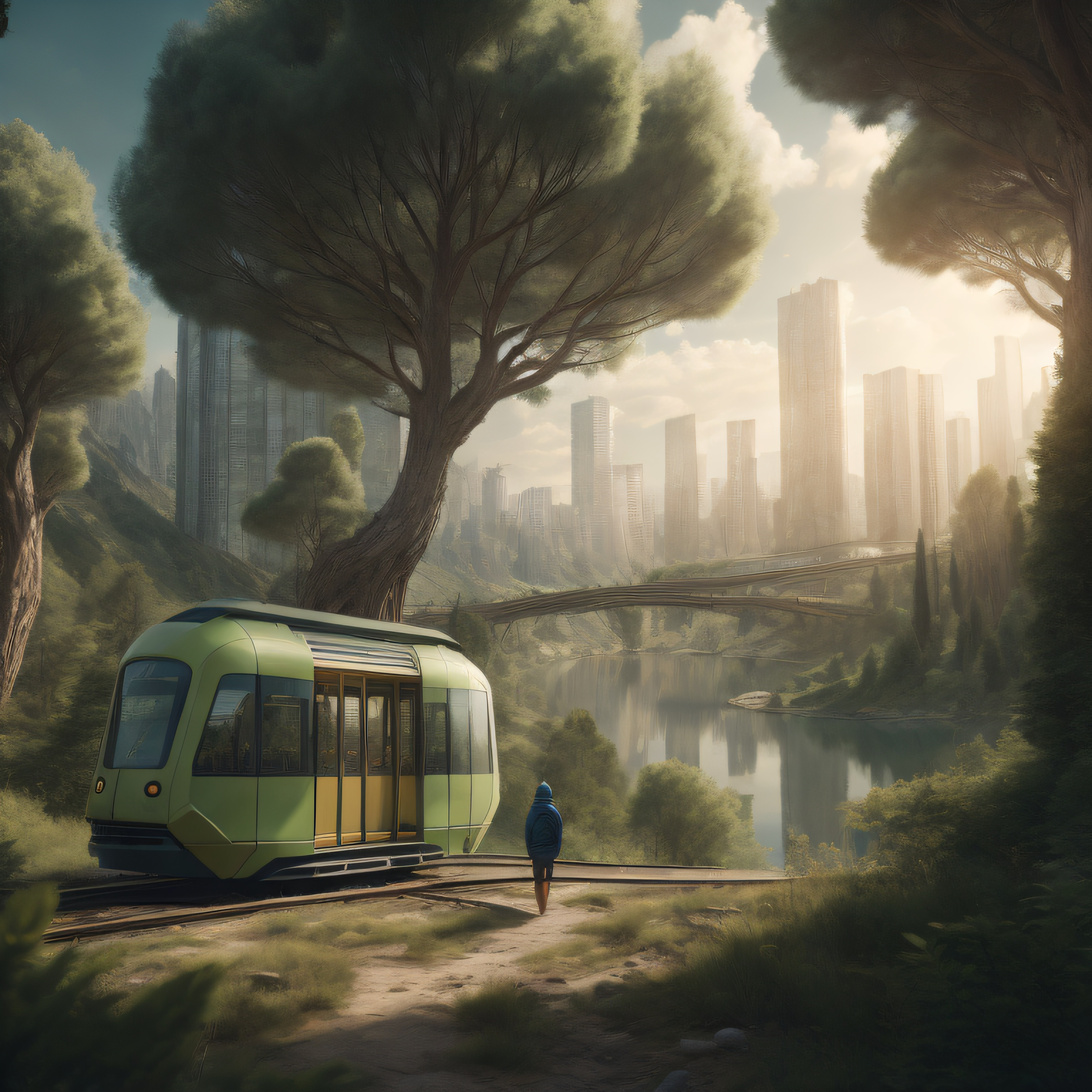
Udržitelná vlaková doprava

Železnice hrají klíčovou roli v podpoře udržitelných postupů v dopravě. Mezi významné udržitelné iniciativy v rámci zelených měst, které se zaměřují na zlepšení environmentálních podmínek, patří například „zelené vlakové tratě“, které jsou využívány v některých evropských zemích. Okolí tratí je pokryto zelenými plochami, které pomáhají redukovat hluk a zároveň přispívají k pohlcování dešťové vody během vydatných srážek. Kromě toho se železniční společnosti zaměřují a investují do technologií zaměřených na snižování emisí CO2, které podporují přechod na elektrické vlaky poháněné obnovitelnými zdroji jako je větrná či solární energie.
Města, která dlouhodobě trpí nedostatkem sladké vody, jako je například Mexico City, implementovala programy zachycování dešťové vody, čímž města zajišťují efektivní a udržitelný systém vodních zdrojů. Každá domácnost v rámci tohoto programu nasbírá průměrně 10 000 litrů dešťové vody ročně. Toto množství nasbírané dešťové vody je ovlivněno srážkami či velikosti střechy. V roce 2022 byl tento program oceněn cenou pro místní samosprávu s nejlepším vodním hospodářstvím.

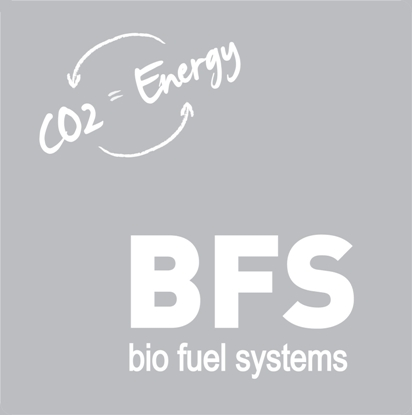
Biopalivový systém

V Brooklynu (USA) se téměř dva roky zpracovává potravinový odpad, který je následně transformován na biopaliva. Tento projekt, realizovaný ve spolupráci Veriflux, Waste Management of New York a New York City Department of Environmental Protection, pomáhá snížit emise skleníkových plynů a zároveň omezovat množství potravinového odpadu vyváženého na skládky. Organický materiál je zpracován na surovinu, která je následně převezena do zařízení v Brooklynu, kde je přeměňována na obnovitelný zemní plyn.
V Číně jsou implementovány projekty vytváření zelených ploch v městských oblastech, za účelem kompenzace emisí a vytváření čistšího vzduchu pro obyvatele Číny. Rostliny totiž mají schopnost absorbovat oxid uhličitý, čímž pomáhají snižovat množství skleníkových plynů v atmosféře a podílejí se na lepší kvalitě života obyvatel v těchto oblastech. S rostoucími požadavky na ekologickou výstavbu je v Číně kladen důraz na propojení městských a venkovských zelených prostor. Čínský přístup může sloužit jako inspirace pro lepší plánování a ochranu zelených systémů ve městech.
Tento přístup zejména podporuje politiku zelených měst i řadou dalších iniciativ, které přispívají k trvale udržitelnému rozvoji městských oblastí po celém světě.  
Zelená města se kromě ekologických faktorů zaměřují i na sociální a správní aspekty. V oblasti sociálních aspektů se zaměřují na zajištění dostupného bydlení, zlepšení veřejné dopravy a podpory komunitního života, čímž usilují o vytvoření inkluzivního a spravedlivého prostředí pro obyvatele. Investice do udržitelné infrastruktury a zelených technologií podporují nejen ekologickou rovnováhu, ale také stimulují místní ekonomiku a vytvářejí nové pracovní příležitosti. Ve správní oblasti se klade důraz na transparentní a odpovědné řízení měst, které zahrnuje efektivní spolupráci mezi veřejným a soukromým sektorem, jelikož ESG reporting podporuje rozhodování, které je etické a dlouhodobě udržitelné. Dlouhodobých úspor je dosaženo prostřednictvím udržitelných postupů zelených měst, které upřednostňují efektivitu využívaných zdrojů, minimalizaci odpadu a optimalizaci investic do infrastruktury.